# サロフ
サロフ（ロシア語: Саро́в, Sarov）はロシアのニジニ・ノヴゴロド州南端にある都市。ソビエト連邦時代以来の核兵器開発の中枢であり、閉鎖行政地域組織（閉鎖都市、ZATO）となっている。1946年から1991年までの間はアルザマス16（ロシア語: Арзама́с-16）の名で呼ばれていた。
人口は87,652人（2002年国勢調査）。州都ニジニ・ノヴゴロドからは南へ200km、アルザマスからは南へ80km以上の位置にある。街の大部分はニジニ・ノヴゴロド州内にあるが、一部は州境を超えた南のモルドヴィア共和国にまたがっている。

## 歴史

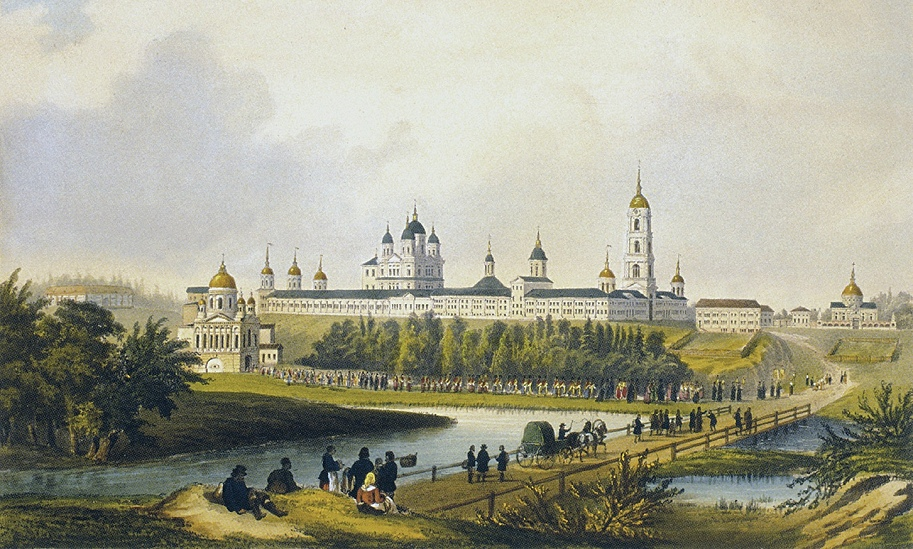
サロフ修道院（1860年頃）

サロフには二つの全く異なる側面がある。一つは宗教上の聖地という側面で、古い歴史のあるサロフ修道院を有しており、ロシア正教会の偉大な聖人の一人サロフの克肖者聖セラフィムが深い森の中で修行生活を送った場所である。もう一つは、1940年代以来、ソビエト連邦（後のロシア連邦）が核兵器の研究・生産施設を集積させた軍事研究都市という側面である。

### 荒野の聖地サロフ

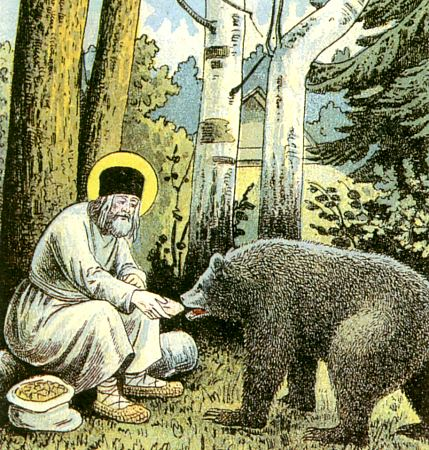
森林での修業中、熊に食べ物を与える聖セラフィム

サロフの歴史は12世紀から13世紀ごろ、モルドヴィン人の大きな集落があった時期に遡る。1298年にはタタール人がこの町を併合した。「サロフ」という地名は、サロフカ川という小川のそばにあったサロヴァ修道院（サロフスキー修道院、サロフ修道院）に由来する。サロフカ川の水は癒しの力があると昔から信じられていた。1664年にテオドシウスという修道士が森に入り、以後数人の修道士が森での修行生活を送った。1705年には地元の貴族がサロフカ川沿いの土地を修道士らに寄進し、1706年には最初の聖堂が建った。
克肖者サロフのセラフィムは1778年から1833年までサロフで生活した。最初は修道院で修行したが晩年は一人森の中に庵を建てて隠遁し、訪れる巡礼者らに教えを説いた。1903年にセラフィムは列聖され、ロシア皇族がサロフに訪問した。20世紀初頭には修道院に収められたサロフのセラフィムの不朽体への崇敬のため非常に多くの人々が巡礼に訪れ、9つの聖堂（1つは地下聖堂）があり、修道院には320人の修道士がいた。
1927年、修道院はソ連政府により閉鎖され、修道士の多くは追放・処刑された。修道院の建物は内務人民委員部（NKVD）の収容所となり、第二次世界大戦中は多連装ロケットランチャーBM-13（カチューシャ）用のロケット弾の製造工場に転用された。修道院の周辺にあった集落は1939年に市となっている。

### アルザマス16

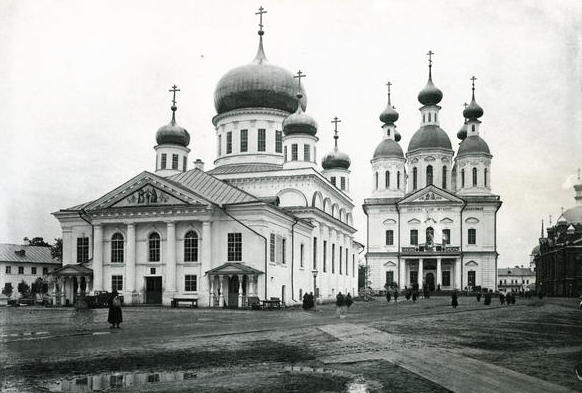
サロフ修道院の生神女就寝大聖堂（1904年）

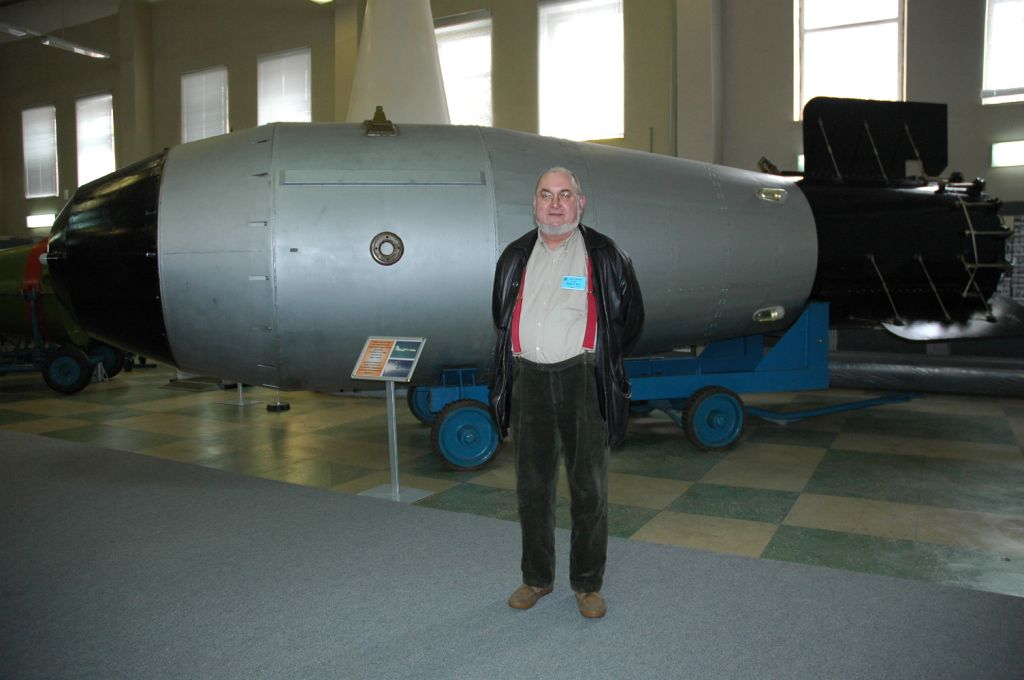
アルザマス16で開発された史上最大の水爆ツァーリ・ボンバの原寸大模型。サロフの核兵器博物館で

ソ連は第二次世界大戦中の1943年から原子爆弾研究を進め、アメリカでマンハッタン計画に従事していた科学者のセオドア・ホールやクラウス・フックスらからも内部情報を得て開発を完成へと近づけた。アメリカが原爆を使用したことを受け、ソ連も1946年4月に原爆工場の建設を決定した。研究所と工場の場所は1945年末から選定が始まっており、深い森林地帯の奥にあり、なおかつ鉄道が通っていたため物資輸送にも便利なサロフがその場所に選ばれた。
同年からドイツ軍の捕虜やNKVDから送られた強制労働者らにより研究所と工場の建設が行われた。1947年2月にはサロフは閉鎖地域とされモルドヴィア自治共和国の下から離され、一般の地図や資料からもその存在を抹消された。サロフは以後「アルザマス16」と呼ばれたが、アルザマスは北に75kmも離れており、これは西側に対し核兵器研究所・工場がアルザマスの近郊にあると見せかけるための偽装であった。研究所は1947年春に稼働を始めており、ソ連の核開発をつかさどる第11設計局（OKB-11）の本部が置かれた。
冷戦後、1991年にアルザマス16にはクレムリョフ（ロシア語: Кремлёв）という都市名が与えられたが、住民からのボリス・エリツィン大統領に対する要望により、1995年に元の名であるサロフへと再度改名された。
一方、1989年以来、アルザマスやニジニ・ノヴゴロドの聖職者らがサロフを訪れ、1991年8月にはモスクワ総主教アレクシイ2世もサロフを訪問した。以後、研究所の所内にあった聖堂の移築や再開が進み、2006年には聖シノドが修道院の再建を決定した。

## サロフの現状

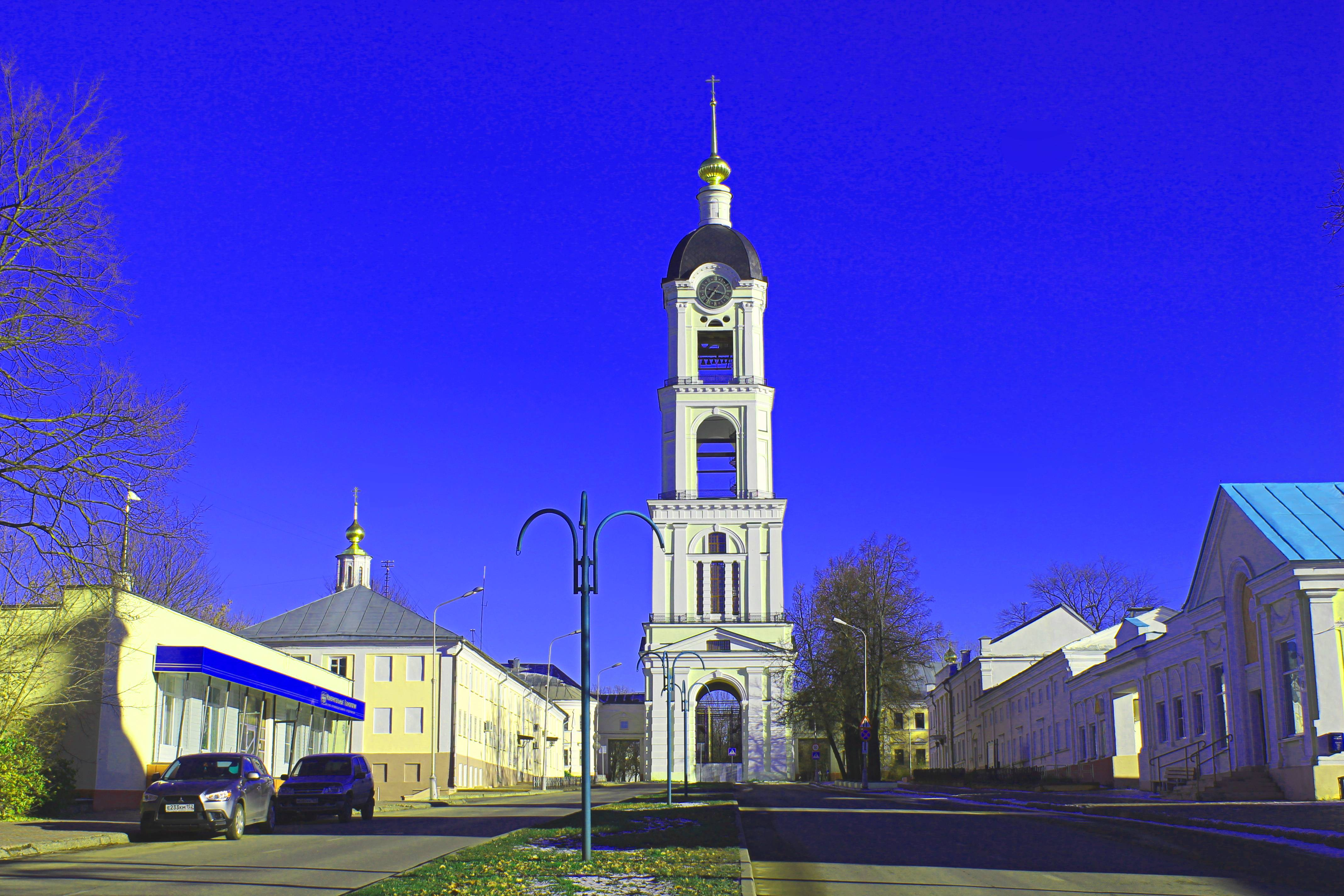
サロフ市街地とサロフ修道院の鐘楼

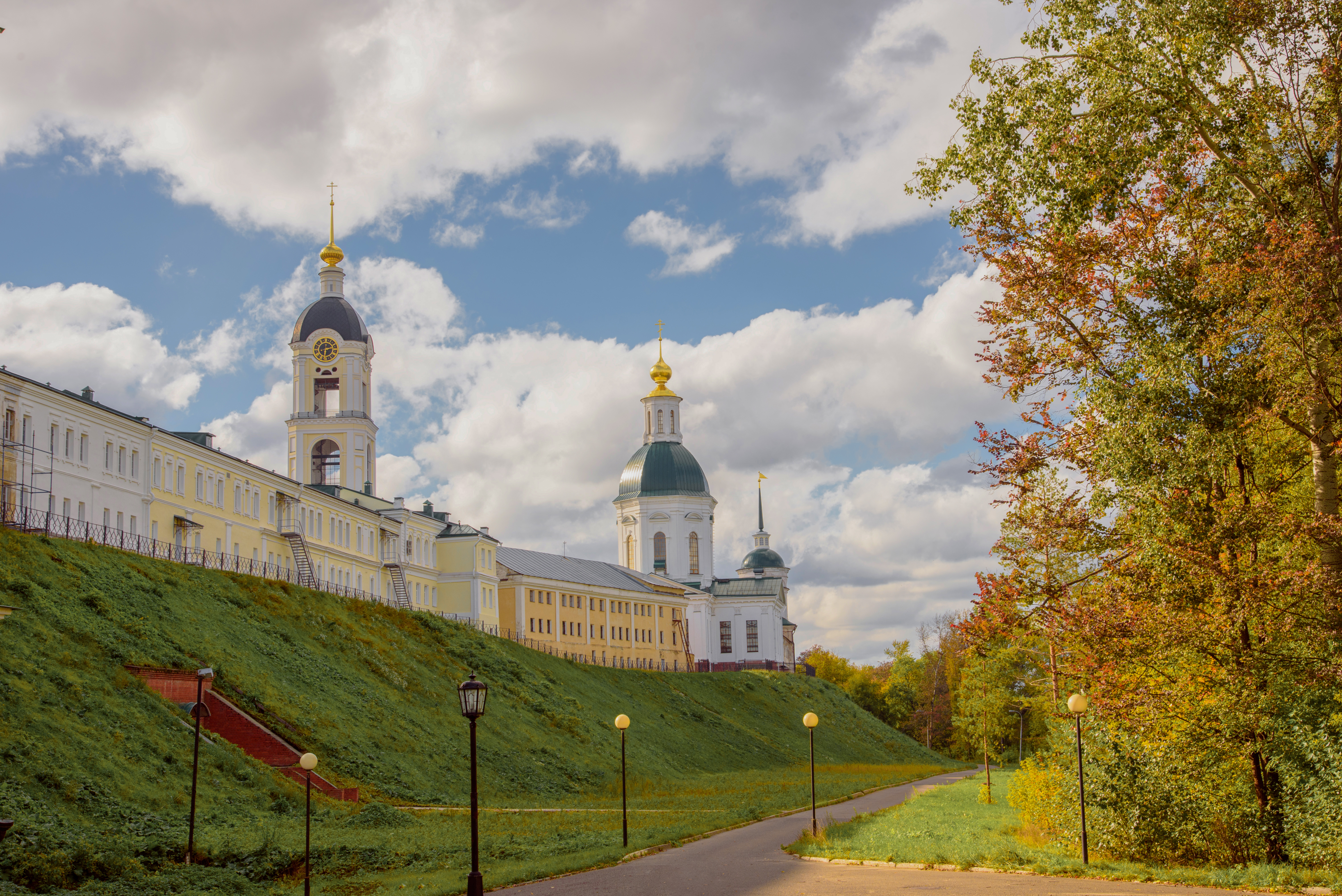
サロフ修道院（2016年）

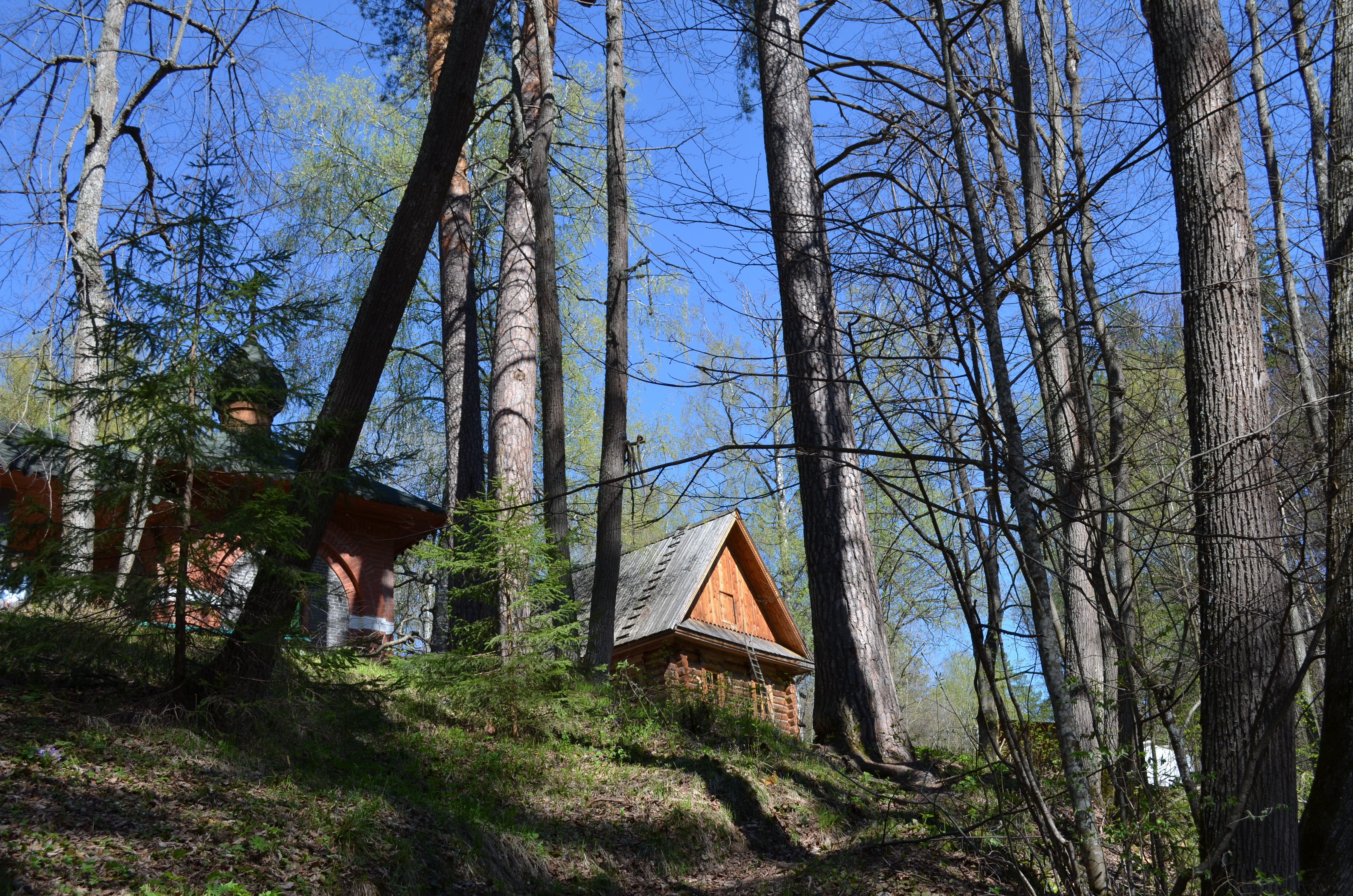
サロフのセラフィムゆかりの荒野の庵

第11設計局の後身であるロシア核センター・全ロシア実験物理学研究所（RFNC-VNIIEF）は、核兵器の開発・生産・備蓄・運用や、物理学の基礎研究・応用研究を行う機関であり、サロフに本部や多数の研究所・工場を置いている。RNFC-VNIIEFは2万人以上を雇っており、うち9000人以上が科学者で、博士号取得者も多く科学アカデミー会員も研究に従事している。ソ連時代の核開発や核兵器の歴史を紹介する核兵器博物館も開設されている。ロシアのVNIIEFとアメリカ合衆国のロスアラモス国立研究所（LANL）は冷戦後は協力関係にあり、サロフで核不拡散や安全保障などの共同研究を進めている。
サロフへの交通手段は主に列車だが、途中で検札があり、サロフへの入域許可をもつ者だけがそのまま列車でサロフへ入れる。サロフには政府専用の小さな飛行場があり、一般の訪問者はニジニ・ノヴゴロドから列車または自動車での入域となる。
街は深い森の中にあり、フェンスや検問所で囲まれ軍が警備を行っている。フェンスの中には外国人だけでなく、サロフ市民以外のロシア国民も入域許可なくしては入ることができない。外国人訪問者はパスポート、カメラ、携帯電話などを預けなければならないが、街の様子を隠し撮りすることのできたドキュメンタリー作家やジャーナリストもいる。

## 姉妹都市
- ロスアラモス、アメリカ合衆国 1993年
- ノヴィ・アフォン、アブハジア（国際的にはジョージアの一部） 2007年
- セルギエフ・ポサード、ロシア 2007年

## 出身者
- オレッグ・タクタロフ - 総合格闘家
- タチアナ・フィロワ - 陸上競技選手[1]